# Barnekow
Barnekow ist eine Gemeinde in der Mitte des Landkreises Nordwestmecklenburg in Mecklenburg-Vorpommern (Deutschland). Die Gemeinde wird seit 1. Januar 2005 vom Amt Dorf Mecklenburg-Bad Kleinen mit Sitz in der Gemeinde Dorf Mecklenburg verwaltet.

## Geografie
Die Gemeinde Barnekow liegt in leicht hügeligem, zur Wismarer Bucht hin abfallendem Gelände unmittelbar an der südwestlichen Stadtgrenze der Hansestadt Wismar.
Umgeben wird Barnekow von den Nachbargemeinden Wismar im Nordosten, Metelsdorf im Osten, Bobitz im Süden sowie Gägelow im Westen und Nordwesten.
Zu Barnekow gehören die Ortsteile Groß Woltersdorf, Klein Woltersdorf und Krönkenhagen.

## Geschichte
Die Gemeinde ist reich an Fundorten der Vor- und Frühgeschichte. Friedrich Schlie erwähnte
- den Fund mehrerer Bronzen im Jahr 1880 im Moor zwischen Barnekow und Groß Woltersdorf
- Knochenfunde und Steingeräte, entdeckt 1868 in Groß Woltersdorf am Weg nach Dammhusen
- am Weg von Groß Woltersdorf nach Stoffersdorf, in unmittelbarer Nähe des Moores, wo 1880 die Bronzen gefunden wurden, ein wendischer Burgwall
- eine mittelalterliche ehemalige Burganlage am südlichen Ortsrand von Groß Woltersdorf

Barnekow wurde erstmals im Jahre 1230 urkundlich erwähnt. Am 17. Februar 1282 verkauften der Bischof Hermann und das Domkapital zu Schwerin den bischöflichen Zehnten von Barnekow an das Kloster Neuenkamp. Reimar Plessen wird erstmals 1325 als Herr auf Barnekow erwähnt. 1430 bestätigte Herzogin Katharina von Mecklenburg die Privilegien und Akzise der Familie von Plessen auf Barnekow in einer neuen Beurkundung. Von 1575 bis 1600 prozessierte Martin von Plessen um die Lösung von Hebungen, die seine Vorfahren an St. Georg verpfändet hatten. Im Dreißigjährigen Krieg wurde das Dorf von durchreisenden Truppen mehrfach geplündert und im März 1718 fast völlig zerstört. Am 17. Juli 1716 wurden durch ein russisches Reiterkommando mehrere Landadlige aufgebracht, darunter der Gutsbesitzer Plessen aus Barnekow. 1717 wurden die Verhältnisse im Ort durch den Landesherrn neu geordnet und mit dem „Außenland“ ein Pachthof gegründet. Später wechselte Barnekow mehrfach den Besitzer. Das Rittergut Barnekow war von 1789 bis 1864 im Besitz der Familie von Ladiges, 1888–1945 im Besitz der Familie von Behr-Negendanck. Das alte Gutshaus wurde 1989 abgerissen.

## Politik

### Gemeindevertretung und Bürgermeister
Der Gemeinderat besteht (inkl. Bürgermeisterin) aus 8 Mitgliedern. Die Wahl zum Gemeinderat am 26. Mai 2019 hatte folgendes Ergebnis:
| Partei/Bewerber             | Prozent | Sitze |
| --------------------------- | ------- | ----- |
| Einzelbewerber Lieseberg    | 24,6    | 1     |
| CDU                         | 20,3    | 1     |
| Einzelbewerberin Stoige     | 12,8    | 1     |
| Einzelbewerber Wachter-Lehn | 09,7    | 1     |
| Einzelbewerberin Wenner     | 09,5    | 1     |
| Einzelbewerberin Grinnus    | 08,8    | 1     |
| Einzelbewerberin Landsmann  | 08,0    | 1     |

Bürgermeisterin der Gemeinde ist Birgit Heine, sie wurde mit 77,9 % der gültigen Stimmen gewählt.

### Dienstsiegel
Die Gemeinde verfügt über kein amtlich genehmigtes Hoheitszeichen, weder Wappen noch Flagge. Als Dienstsiegel wird das kleine Landessiegel mit dem Wappenbild des Landesteils Mecklenburg geführt. Es zeigt einen hersehenden Stierkopf mit abgerissenem Halsfell und Krone und der Umschrift „GEMEINDE BARNEKOW • LANDKREIS NORDWESTMECKLENBURG“.

## Verkehrsanbindung

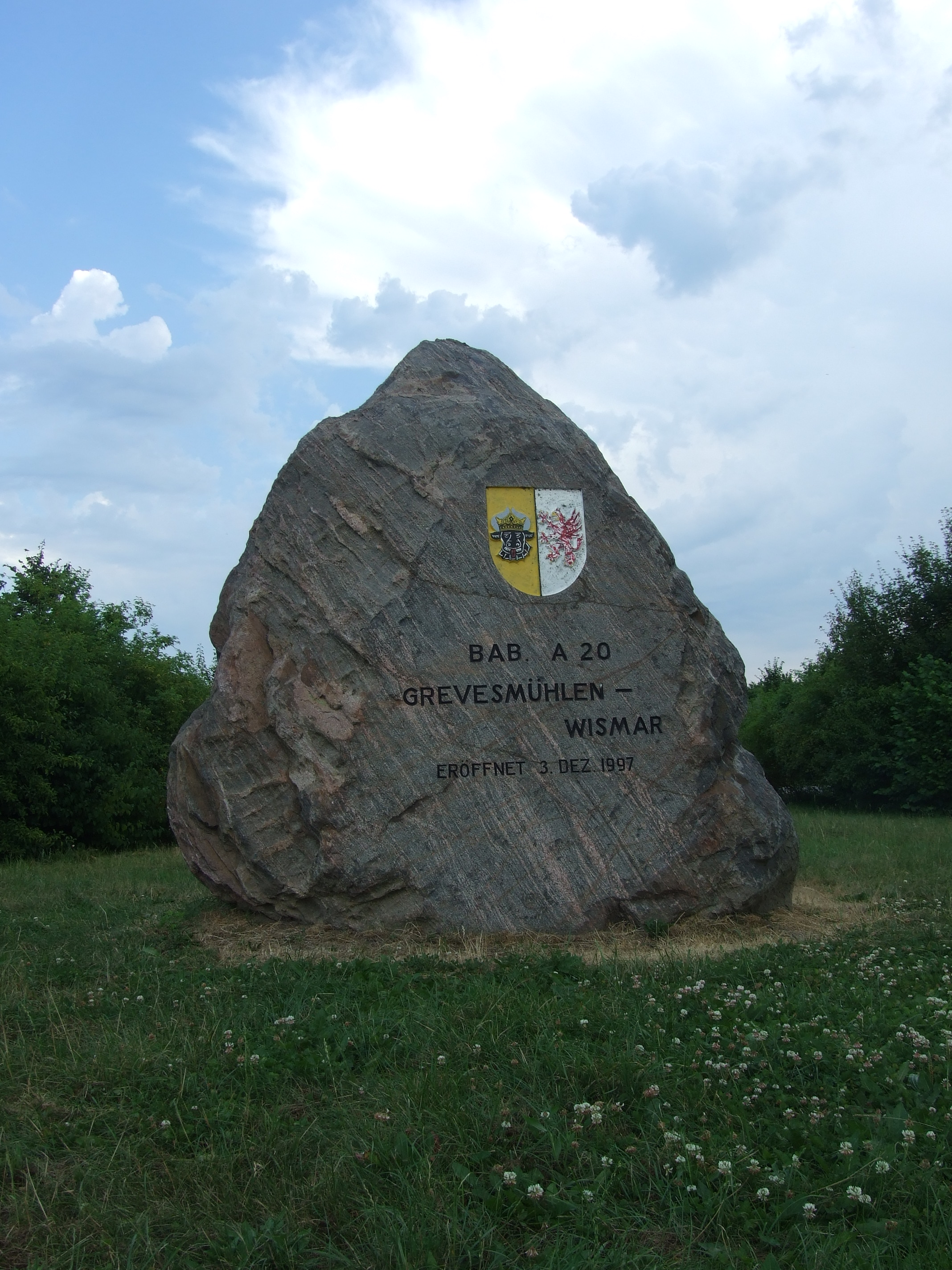
Gedenkstein zur Eröffnung des ersten Teilstückes der A 20

Barnekow liegt unmittelbar an der Bundesautobahn 20 und an der Landstraße von Wismar nach Grevesmühlen. Der nächste Bahnhof befindet sich in Wismar.